# Sankt Olof
Sankt Olof is een plaats in de gemeente Simrishamn in Skåne de zuidelijkste provincie van Zweden. Het heeft een inwoneraantal van 640 (2005) en een oppervlakte van 74 hectare. De plaats ligt 15 km ten noordwesten van Simrishamn. De plaats is genoemd naar de heilige Olaf II van Noorwegen.